# Громенко Владислав Анатолійович
Владислав Анатолійович Громенко (нар. 16 грудня 2002, Пирятин) — український професійний футболіст, півзахисник клубу «Гірник-Спорт» (Горішні Плавні).

## Біографія

### Кар'єра
Громенко народився в Пирятині і є вихованцем місцевої дитячо-юнацької спортивної школи та полтавської «Ворскли».
Громенко був вихованцем клубів української Прем'єр-ліги «Ворскла» та «Олімпік» (Донецьк), але не дебютував за «Ворсклу» чи «Олімпік» в українській Прем'єр-лізі, а лише грав у резерві української Прем'єр-ліги.